# Liste der Kulturdenkmäler in Weisenheim am Sand
In der Liste der Kulturdenkmäler in Weisenheim am Sand sind alle Kulturdenkmäler der rheinland-pfälzischen Ortsgemeinde Weisenheim am Sand aufgeführt. Grundlage ist die Denkmalliste des Landes Rheinland-Pfalz (Stand: 19. Dezember 2024).

## Einzeldenkmäler
| Bezeichnung                            | Lage                                  | Baujahr                            | Beschreibung | Bild                           |
| -------------------------------------- | ------------------------------------- | ---------------------------------- | --- | ------------------------------ |
| Spolie                                 | Ackerbrunnengasse, an Nr. 20 Lage     | 1709                               | Volutenstein, bezeichnet 1709 | BW                             |
| Wegekreuz                              | Bahnhofstraße Lage                    | 1853                               | Wegekreuz, bezeichnet 1853 und 1920 (renoviert) | Fotos hochladen                |
| Kellerpforte                           | Bahnhofstraße, an Nr. 2 Lage          | 1580                               | Kellerpforte, bezeichnet 1580 | BW                             |
| Wohnhaus                               | Bahnhofstraße 9 Lage                  | 18. Jahrhundert                    | spätbarocker Krüppelwalmdachbau, teilweise mit Fachwerk, verputzt, 18. Jahrhundert | BW                             |
| Hofanlage                              | Bahnhofstraße 11/13 Lage              | 18. Jahrhundert                    | Hofanlage, 18. Jahrhundert; Nr. 11 Krüppelwalmdachbau, Überformung wohl aus dem frühen 19. Jahrhundert, Toranlage bezeichnet 1849; Nr. 13 ehemalige Kleinkinderschule, neubarocker Walmdachbau, bezeichnet 1909; ortsbildprägend mit Nr. 9 | BW                             |
| Toranlage                              | Bahnhofstraße, an Nr. 18 Lage         | 16. Jahrhundert                    | Toranlage, wohl aus dem 16. Jahrhundert | BW                             |
| Hofanlage                              | Bahnhofstraße 19 Lage                 | zweite Hälfte des 19. Jahrhunderts | Hofanlage, zweite Hälfte des 19. Jahrhunderts; spätklassizistischer Torhausbau, Bruchsteinscheune 1869 | BW                             |
| Protestantisches Schulhaus             | Bahnhofstraße 23 Lage                 | 1824                               | ehemaliges protestantisches Schulhaus; klassizistischer Walmdachbau, bezeichnet 1824, Architekt Anton Herrmann, Heßheim | BW                             |
| Rathaus                                | Bahnhofstraße 26 Lage                 | 1729                               | ehemaliges Rathaus; spätbarocker Walmdachbau, bezeichnet 1729 | Fotos hochladen                |
| Hofanlage                              | Bahnhofstraße 30 Lage                 | 1830er Jahre                       | Hofanlage; Torhausbau, 1830er Jahre, Laubengang wohl aus dem späten 17. Jahrhundert | BW                             |
| Hofanlage                              | Bahnhofstraße 37 Lage                 | 1846                               | Hofanlage; eingeschossiger Krüppelwalmdachbau, 1846 | BW                             |
| Bahnhof                                | Bahnhofstraße 75 Lage                 | 1873                               | stattlicher spätklassizistischer Putzbau, 1873, Erweiterung 1898 | weitere Bilder Fotos hochladen |
| Katholische Pfarrkirche St. Laurentius | Bismarckstraße 1 Lage                 | 1868                               | neugotischer Sandsteinquadersaal, bezeichnet 1868, Architekt Joseph Tanera, Speyer | weitere Bilder Fotos hochladen |
| Spolie und Kellerpforte                | Bismarckstraße, an Nr. 9 Lage         | 1565                               | Bogenstein, bezeichnet 1565; Kellerpforte, bezeichnet 1609 | BW                             |
| Fassade                                | Dr.-Welte-Straße, an Nr. 2 Lage       | 1862                               | Fassade des ehemaligen Gasthauses „Pfälzer Hof“; spätklassizistisch, 1862 und 1867; platzbildprägend | Fotos hochladen                |
| Kapelle, Kriegerdenkmal und Grabmäler  | Friedhofstraße, auf dem Friedhof Lage | ab dem 18. Jahrhundert             | Friedhof 1814 angelegt, 1883 und 1904 erweitert; - klassizierende Kapelle, 1957, Architekt Lauer, Maxdorf; sechs barocke Grabplatten; - Kriegerdenkmal 1914/18 von 1930; - Grabmäler: A. und J. Ackerauer († 1845 und 1852), reliefierte Stele; Familie Bibinger (ab 1890), dreiteilig; Familie Hofstadt (ab 1913), Ädikula; Familie Chr. Weber (ab 1914), Blendarkade; L. Kraus († 1915), Galvanoplastik; Familie Johann Hellwig, Kreuz, 1917; M. Weber, geb. Kirchner († 1918), Galvanoplastik; Familie May, galvanoplastisches Relief, 1919; Dr. J. Welte († 1923), antikisierendes Relief | BW                             |
| Protestantische Pfarrkirche            | Kirchplatz 1 Lage                     | 12. Jahrhundert                    | romanischer ehemaliger Chorturm, 12. Jahrhundert, Aufstockung 1672, im Kern mittelalterliche Anbauten; barocker Saalbau, bezeichnet 1750, Verlängerung 1832; zugehörig: ehemaliger Friedhof | weitere Bilder Fotos hochladen |
| Kriegerdenkmal                         | Kirchplatz, an Nr. 1 Lage             | nach 1945                          | am östlichen Eingang der Kirche: Kriegerdenkmal 1939/45 | Fotos hochladen                |
| Eyersheimer Mühle                      | südlich des Ortes nahe der L 454 Lage | 1846                               | zweieinhalbgeschossiger spätklassizistischer Krüppelwalmdachbau, bezeichnet 1846; eineinhalbgeschossiger Wirtschaftsbau, bezeichnet 1819 | Fotos hochladen                |